# Marçal Font i Espí
Marçal Font i Espí (Badalona, 1980) és un poeta i llibreter de vell català.

## Biografia
És llicenciat en Teoria de la Literatura i Literatura Comparada per la Universitat de Barcelona. Té un postgraduat en treballs amb manuscrits medievals i moderns pel CSIC de Madrid.
Des de la seva joventut ha practicat el cant líric, a més de teatre, poesia o dansa. Ha actuat a centres cívics, esglésies, al Gran Teatre del Liceu el 1991 i a diversos festivals europeus.
Ha estat guanyador de nombrosos poetry slams locals. Va guanyar dues vegades consecutives la lliga de Poetry Slam Barcelona el 2010, la primera edició d'aquest certamen, i el 2011. També ha estat campió d'Espanya de la mateixa modalitat el 2011, semifinalista de la Coup du Monde de Slam a París el 2012, i guanyador del I Slam Poetry Internacional de 2013, celebrat a Es Baluard.
És llibreter de vell i amo de la Llibreria Fènix de Badalona, que va fundar el 2007, venent els llibres en línia, i el 2011 va obrir un establiment físic. Actualment, només funciona a través d'Internet. Ha estat vocal i, des de 2020, president del Gremi de Llibreters de Vell de Catalunya.

## Obres
- Frutos del Desguace (Editorial Ya lo dijo Casimiro Parker, 2013)[2]
- Garbuix (Edicions Pont del Petroli, 2014)[2]